# Аллен, Джордан
Джордан Эванс Аллен (англ. Jordan Evans Allen; 25 апреля 1995, Рочестер, Нью-Йорк, США) — американский футболист, полузащитник.

## Клубная карьера
В 2011 году Аллен поступил в Футбольную академию «Ай-эм-джи» в Брейдентоне. В том же году он присоединился к молодёжной команде клуба «Реал Солт-Лейк». Отыграв сезон за юношей «Реала», Джордан также выступал за команду Виргинского университета, в котором учился.
31 декабря 2013 года клуб MLS «Реал Солт-Лейк» подписал с Алленом контракт по правилу доморощенного игрока. Его профессиональный дебют состоялся 8 марта 2014 года в поединке против «Лос-Анджелес Гэлакси». 29 марта 2015 года в матче против «Торонто» Джордан забил свой первый мяч за команду.
По окончании сезона 2019 Аллен в возрасте 24 лет завершил футбольную карьеру из-за травм. В матчах лиги в последний раз он выходил на поле в марте 2017 года, после чего дважды помещался в список травмированных до конца сезона.

## Международная карьера
В 2015 году в составе молодёжной сборной США Аллен принял участие в молодёжном чемпионате мира в Новой Зеландии. На турнире он сыграл в матчах против команд Мьянмы, Украины и Колумбии.

## Постспортивная деятельность
После завершения спортивной карьеры Аллен продолжил обучение в Виргинском университете по специальности «Международные отношения» и начал ассистировать главному тренеру университетской футбольной команды Джорджу Гелноватчу.

## Статистика
| Выступление              | Выступление      | Выступление      | Лига | Лига | Плей-офф | Плей-офф | Кубок | Кубок | ЛЧ КОНКАКАФ | ЛЧ КОНКАКАФ | Итого | Итого |
| Клуб                     | Лига             | Сезон            | Игры | Голы | Игры     | Голы     | Игры  | Голы  | Игры        | Голы        | Игры  | Голы  |
| ------------------------ | ---------------- | ---------------- | ---- | ---- | -------- | -------- | ----- | ----- | ----------- | ----------- | ----- | ----- |
| Реал Солт-Лейк           | MLS              | 2014             | 2    | 0    | 0        | 0        | 0     | 0     | —           | —           | 2     | 0     |
| Реал Солт-Лейк           | MLS              | 2015             | 23   | 1    | —        | —        | 1     | 0     | 1           | 0           | 25    | 1     |
| Реал Солт-Лейк           | MLS              | 2016             | 23   | 3    | 1        | 0        | 2     | 0     | 2           | 0           | 28    | 3     |
| Реал Солт-Лейк           | MLS              | 2017             | 2    | 0    | —        | —        | 1     | 0     | —           | —           | 3     | 0     |
| Реал Солт-Лейк           | MLS              | 2018             | 0    | 0    | 0        | 0        | 0     | 0     | —           | —           | 0     | 0     |
| Реал Солт-Лейк           | MLS              | 2019             | 0    | 0    | 0        | 0        | 0     | 0     | —           | —           | 0     | 0     |
| Реал Солт-Лейк           | Итого            | Итого            | 50   | 4    | 1        | 0        | 4     | 0     | 3           | 0           | 58    | 4     |
| Реал Монаркс (фарм-клуб) | USL              | 2017             | 1    | 0    | —        | —        | —     | —     | —           | —           | 1     | 0     |
| Реал Монаркс (фарм-клуб) | Итого            | Итого            | 1    | 0    | —        | —        | —     | —     | —           | —           | 1     | 0     |
| Всего за карьеру         | Всего за карьеру | Всего за карьеру | 51   | 4    | 1        | 0        | 4     | 0     | 3           | 0           | 59    | 4     |

## Достижения
Международные
США (до 17)
- Юношеский чемпионат КОНКАКАФ — 2011